# Diocesi di Montemarano
La diocesi di Montemarano (in latino Dioecesis Montis Marani) è una sede soppressa e sede titolare della Chiesa cattolica.

## Territorio
La diocesi comprendeva i territori degli attuali comuni di Montemarano, Volturara, Castelfranci e Castelvetere.
Sede vescovile era il borgo di Montemarano, dove fungeva da cattedrale la chiesa dell'Assunzione di Maria Vergine.

## Storia
La diocesi di Montemarano è attestata per la prima volta nella bolla con cui papa Stefano IX il 24 gennaio 1058 confermava all'arcivescovo Udalrico di Benevento i suoi diritti metropolitici aggiungendo alle precedenti diocesi suffraganee, elencate nella bolla di papa Leone IX del 1053, altre diocesi, tra cui anche quella di Montemarano.
La diocesi fu probabilmente eretta fra il 1053 e il 1058, in seguito all'incastellamento operato dai Normanni con l'accorpamento di piccoli nuclei sparsi in posizione elevata e facilmente difendibile, a controllo della valle del Calore, a metà dell'XI secolo.
Il primo vescovo conosciuto è san Giovanni di Montemarano, consacrato nella cattedrale di Salerno da Roffredo, arcivescovo di Benevento, su mandato di papa Gregorio VII, e che morì in fama di santità il 14 aprile 1095. Un anonimo vescovo, documentato da Cappelletti, prese parte nel 1119 alla traslazione delle reliquie di diversi santi fatta dal metropolita Landolfo di Benevento. Segue il vescovo Giacomo I, che nel mese di luglio 1158 assistette alla donazione della chiesa di San Giovanni di Gualdo fatta da Simone di Tivilla, signore di Montella. La serie episcopale di Montemarano si fa continua e meno lacunosa solo a partire dalla fine del XIII secolo.
Verso la metà del XIV secolo, la diocesi visse un momento di grave dissenso interno causato dalla divisione del capitolo della cattedrale, che portò a una duplice elezione: Pietro, che fu confermato dal metropolita Arnaldo di Benevento, e Angelo Audini, che si appellò alla Santa Sede per veder riconosciuta la propria legittimità. A causa della morte di papa Giovanni XXII (1334), le cose andarono per le lunghe e solo nel 1340 papa Benedetto XII pose fine alla controversia dando ragione al vescovo Pietro, che fu confermato nella sua sede.
Tra i vescovi del Cinquecento si distinse in particolare il francescano spagnolo Antonio Gaspar Rodríguez (1552-1570), che prese parte al concilio di Trento, radunò diversi sinodi diocesani per l'applicazione dei dettami conciliari, soprattutto sulla disciplina ecclesiastica, e che nel 1570 venne promosso alla sede arcivescovile di Lanciano. Il suo successore Marcantonio Alferio (1571-1595) fece per primo una visita ad limina, lasciando ai posteri una relazione, la prima che si conosca, sullo stato della diocesi.
Da ricordare anche altri vescovi: Marcantonio Genovesi (1603-1611), celebre giureconsulto, di cui si conservano gli atti dei sinodi, che celebrò ogni anno della sua permanenza a Montemarano; Giuseppe Labonia, che governò la chiesa di Montemarano per cinquant'anni, dal 1670 al 1720, e si distinse per la sua carità nei confronti dei poveri e degli orfani; Giovanni Ghirardi (1726-1745), che ricostruì la cattedrale, solennemente riconsacrata nel 1727, e indisse numerosi sinodi diocesani. Ultimo vescovo fu Onofrio Maria Gennari (1774-1805), che «per dottrina, pietà e prudenza a niuno fu secondo».
In seguito al concordato, il 27 giugno 1818 la diocesi fu soppressa con la bolla De utiliori di papa Pio VII e il suo territorio aggregato a quello della diocesi di Nusco.
Dal 1968 Montemarano è annoverata tra le sedi vescovili titolari della Chiesa cattolica; dal 28 novembre 1998 l'arcivescovo, titolo personale, titolare è il nunzio apostolico Salvatore Pennacchio, presidente della Pontificia accademia ecclesiastica.

## Cronotassi

### Vescovi
- San Giovanni I, O.S.B. † (circa 1084/1085 - 14 aprile 1095 deceduto)
- Anonimo † (menzionato nel 1119)
- Giacomo I † (menzionato nel 1158)[8]
- Giovanni II † (prima del 1174 - dopo il 1179)[9]
- Leone † (menzionato nel 1183)[9]
- Anonimo † (menzionato nel 1215)[9]
- Anonimo † (menzionato nel 1254)[9]
- Matteo da Monteforte † (menzionato prima del 1266)[9]
- Giacomo II † (menzionato nel 1275)[9]
- Ruffino † (circa 1290 - 9 agosto 1296 nominato vescovo di Castro)
- Corrado † (novembre 1296 - ?)
- Pietro I † (menzionato nel 1329)
- Barbato † (menzionato nel 1331 circa)[10]
- Pietro II † (prima di maggio 1334 - 9 giugno 1343 nominato vescovo di Dragonara)
- Ponzio Excondevilla, O.P. † (9 giugno 1343 - 17 novembre 1346 nominato vescovo di Trevico)
- Marco Manente Franceschi, O.F.M. † (17 novembre 1346 - ?)
- Andrea † (? - 1349 deceduto)
- Nicola da Bisaccia † (3 dicembre 1350 - 1364 deceduto)
- Giacomo Cotelle, O.F.M. † (27 novembre 1364 - ? deceduto)
- Antonio da Fontanarossa, O.F.M. † (21 giugno 1372 - ?)
- Agostino I † (4 febbraio 1396 - ?)
- Agostino II † (1413 - ?)
- Martino † (menzionato nel 1423)
- Marino da Monopoli, O.F.M. † (14 luglio 1452 - ? deceduto)
- Ladislao † (26 marzo 1462 - ? deceduto)
- Agostino da Siena, O.F.M. † (24 gennaio 1477 - ? deceduto)
- Simeone Dantici, O.F.M. † (11 febbraio 1484 - ? deceduto)
- Antonio Bonito, O.F.M. † (26 gennaio 1487 - 19 marzo 1494 nominato vescovo di Acerno)
- Giuliano Isopo, O.Carm. † (19 marzo 1494 - 1516 dimesso)
- Pietro Giovanni de Melis † (8 novembre 1516 - 20 aprile 1517 nominato vescovo titolare di Tiberiade)
- Severo Petrucci † (20 aprile 1517 - 1520 dimesso)
- Andrea Aloisi † (19 ottobre 1520 - circa 1528 deceduto)
- Giuliano Isopo, O.Carm. † (1528 - 28 marzo 1528 dimesso) (per la seconda volta)
- Gerolamo Isopo, C.R.L. † (28 marzo 1528 - 1º dicembre 1551 deceduto)
- Antonio Gaspar Rodríguez, O.F.M. † (14 dicembre 1552 - 20 ottobre 1570 nominato arcivescovo di Lanciano)
- Marcantonio Alferio † (20 gennaio 1571 - 1595 deceduto)
- Silvestro Branconi † (8 gennaio 1596 - 1603 deceduto)
- Marcantonio Genovesi † (9 maggio 1603 - 26 settembre 1611 nominato vescovo di Isernia)
- Eleuterio Albergone, O.F.M.Conv. † (14 novembre 1611 - 1635 deceduto)
- Francesco Antonio Porpora † (7 maggio 1635 - 1640 deceduto)
- Urbano Zambotti, C.R. † (21 maggio 1640 - 1657 deceduto)
- Giuseppe Battaglia † (9 luglio 1657 - dicembre 1669 deceduto)
- Giuseppe Labonia, O.A.D. † (17 novembre 1670 - marzo 1720 deceduto)
- Giovanni Crisostomo Verchio, O.S.B.I. † (6 maggio 1720 - 1726 dimesso)
- Giovanni Ghirardi † (20 marzo 1726 - ottobre 1745 deceduto)
- Innocenzo Sanseverino † (9 marzo 1746 - 12 marzo 1753 nominato vescovo di Alife)
- Giuseppe Antonio Passanti † (23 luglio 1753 - 31 marzo 1774 deceduto)
- Onofrio Maria Gennari † (27 giugno 1774 - 5 novembre 1805 deceduto)
  - Sede vacante (1805-1818)
  - Sede soppressa

### Vescovi titolari
- Alejo del Carmen Obelar Colman, S.D.B. † (6 marzo 1969 - 30 dicembre 1989 deceduto)
- Salvatore Pennacchio, dal 28 novembre 1998